# Francis Rogallo

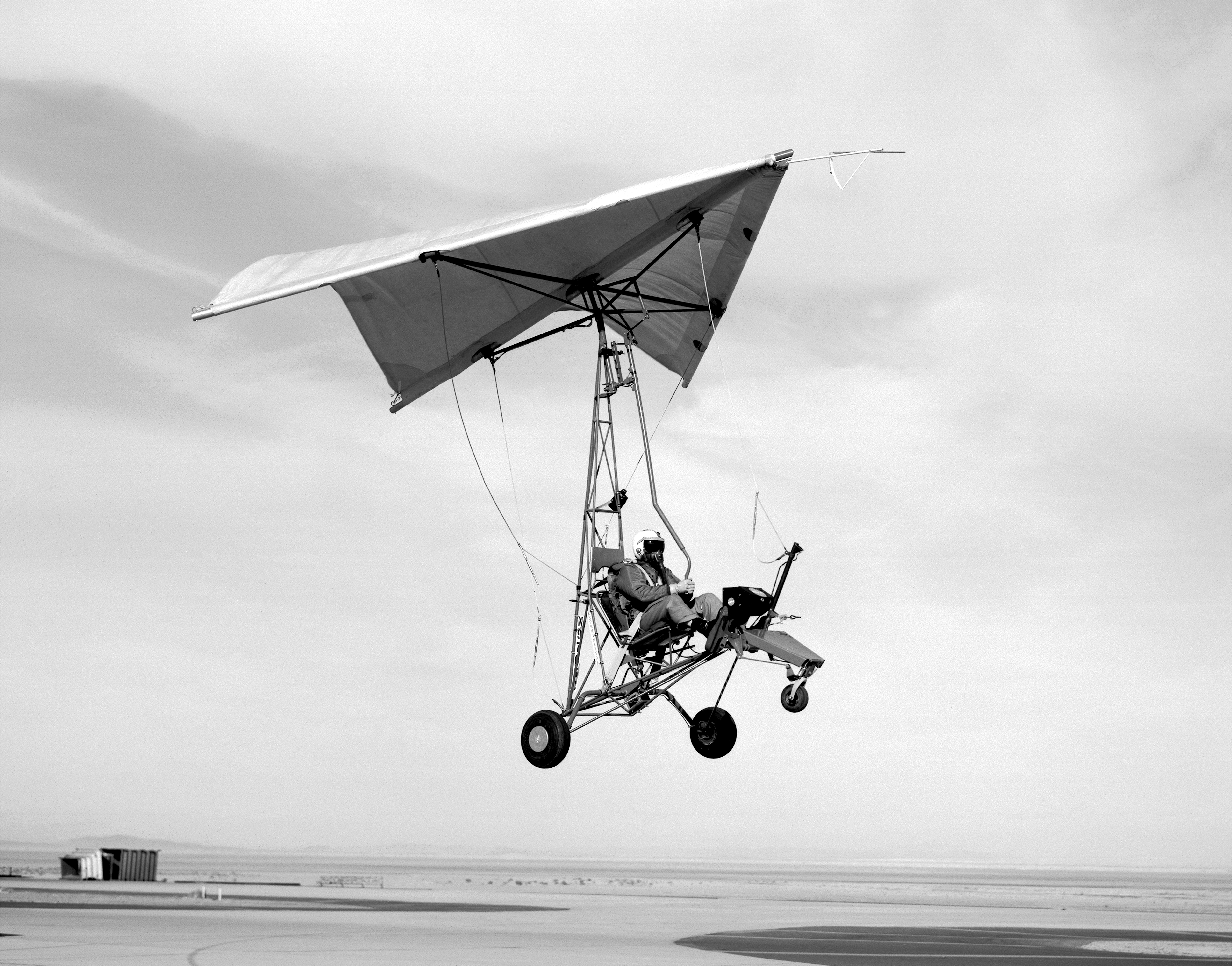
Parasev, Typ 1

Francis Melvin Rogallo (* 27. Januar 1912 in Sanger, Kalifornien; † 1. September 2009 in Southern Shores, Dare County, North Carolina) war ein US-amerikanischer Aerodynamiker. Rogallo wurde durch die Entwicklung und Patentierung flexibler Tragflächen, auch Rogallo-Flügel genannt, nach dem Zweiten Weltkrieg bekannt.

## Wirken
Während nach seinem bekanntesten Patent anfangs nur eine Spielzeugfabrik flexible Kinderdrachen herstellte, wurde er im Zusammenhang mit den ehrgeizigen Raumfahrtprojekten der USA 1960 schließlich Leiter eines Forschungsprogramms bei der NASA und beschäftigte sich dort bis Anfang der 1970er Jahre vor allem mit der Entwicklung und Erprobung flexibler, sich beim Wiedereintritt in die Erdatmosphäre selbst entfaltender Tragflächen.

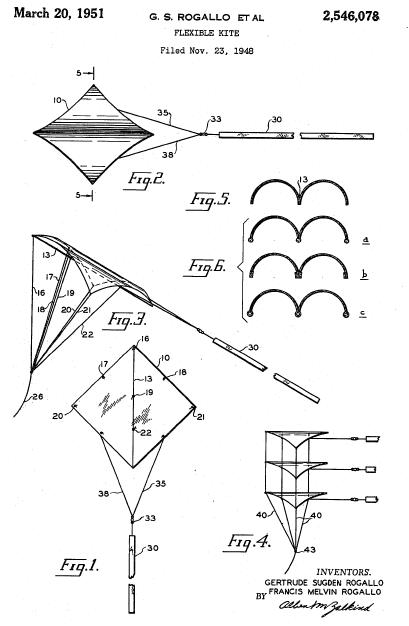
Patentzeichnungen von Rogallos „Flexible Kite“ von 1948

 Grundlage hierfür waren letztlich die bereits 1948 in einem Patent von seiner Frau Gertrude und ihm niedergelegten konzeptionellen Ideen zu nur aus Stoff und Schnüren bestehenden flexiblen Tragflächen (siehe auch Gleitsegel). Maßgeblicher Unterschied zu den ebenfalls nur aus Stoff und Schnüren bestehenden damaligen Rundkappenfallschirmen waren die u. a. durch die andere Formgebung erzielten Gleitflugeigenschaften seiner Geräte.
Neben der bekannter gewordenen „Rogallo“-Dreiecksform enthielt das Patent auch die Beschreibung einer zweiten Grundform, bei der „nach vorne offene Stoffröhren, parallel nebeneinander angeordnet und durch den Fahrtwind aufgeblasen eine Tragfläche bilden“. Während mit Rogallo-Schirmen umfangreiche Experimente in der Praxis folgten, solche Schirme für spezielle Zwecke (z. B. als Rettungsfallschirme) auch heute noch im Einsatz sind und dieses Schirmkonzept letztlich auch die Basis für sich in der Luft entfaltende Drachen, die die NASA mit tonnenschweren Lasten erprobte, sowie für die Grundform der heutigen Hängegleiter darstellt, sind konkrete Umsetzungen der zweiten Idee von Rogallo selbst nicht bekannt. Allerdings fanden deren theoretische Grundlagen Eingang in spätere Patente: Nach Abgeltung und Freigabe des Rogallo-Patents durch die NASA 1964 erfolgte am 1. Oktober 1964 durch Domina Jalbert die Anmeldung eines entsprechenden kasten- oder matratzenförmigen mehrzelligen Fallschirmkonzeptes (Parafoil), mit dem er auf einem eigenen Patent eines speziellen mehrzelligen Fallschirms vom 1. Januar 1963, aber eben auch auf Rogallos Ideen aufbaute. Alle heutigen Flächenfallschirme und Gleitschirme beruhen auf diesem Prinzip von Jalbert, so dass Rogallo, neben seiner Schlüsselrolle in der Geschichte der Hängegleiter, eine solche zweifellos auch in deren Geschichte zukommt.
Anfang der 1960er griff Dornier die Idee  unter dem Namen Projekt 621 auf und wollte eine wiederverwendbare Höhenforschungsrakete, die an einem Rogallo-Flügel, auch Parawing genannt, wieder zur Erde zurückkehren sollte, realisieren. Es wurden verschiedene Muster des Flügels gebaut und erprobt, bevor das Programm 1965 eingestellt wurde.

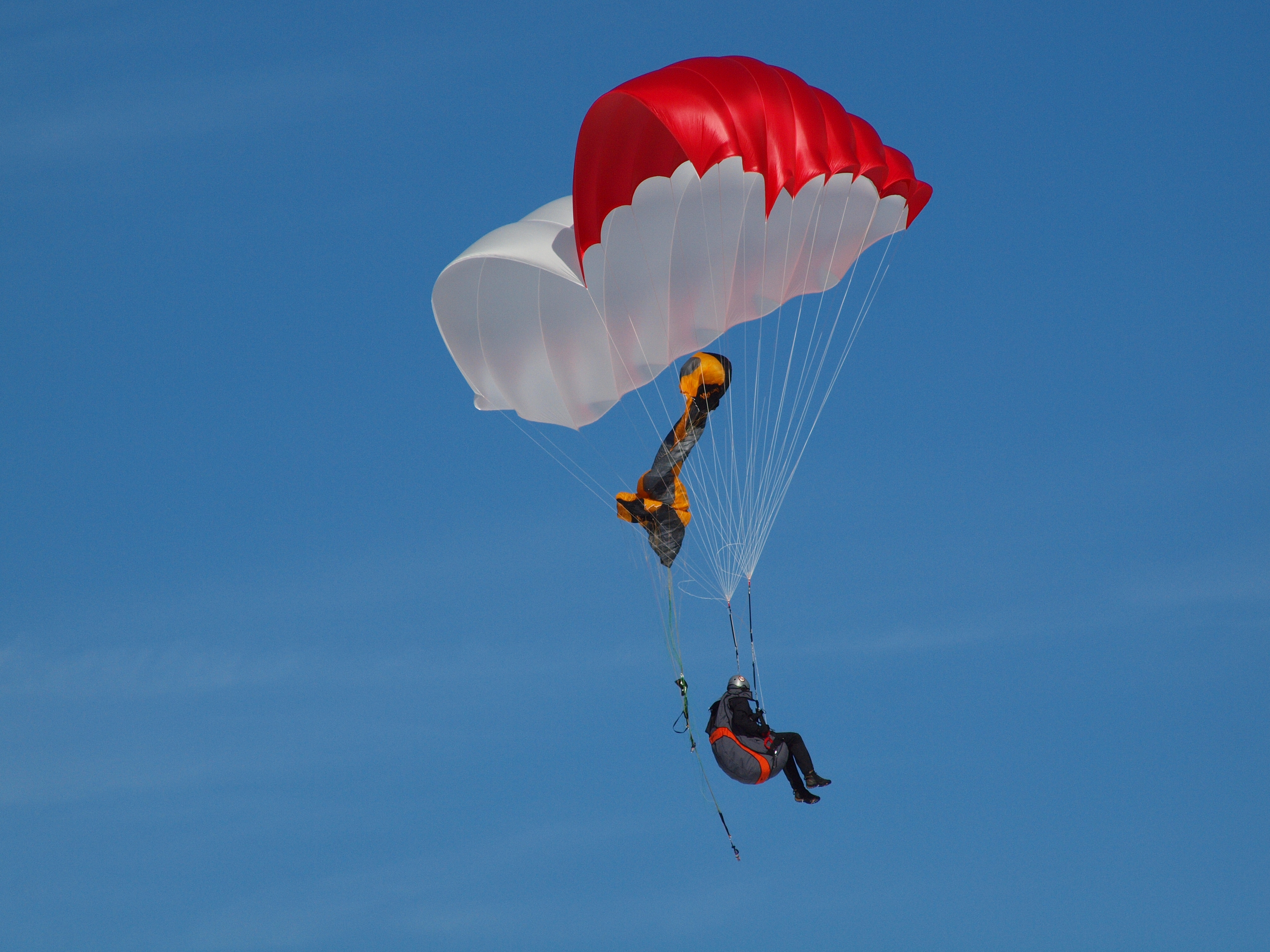
Moderner Rogallo-Rettungsschirm. Im Hintergrund der abgetrennte Gleitschirm.